# Baalzebub albonotatus
Espèce
Synonymes
- Theridiosoma albonotatum Petrunkevitch, 1930

Baalzebub albonotatus est une espèce d'araignées aranéomorphes de la famille des Theridiosomatidae.

## Distribution
Cette espèce est endémique de Porto Rico.

## Publication originale
- Petrunkevitch, 1930 : The spiders of Porto Rico. Part two. Transactions of the Connecticut Academy of Arts and Sciences, vol. 30, p. 159-356.